# Каменка (Сакмарский район)
Ка́менка — село в Сакмарском районе Оренбургской области. Административный центр Каменского сельсовета.

## География
Село находится на правом берегу реки Сакмара, на расстоянии примерно 31 км (по прямой) к востоку от села Сакмара, административного центра района.

### Часовой пояс
Село Каменка, как и вся Оренбургская область, находится в часовой зоне МСК+2. Смещение применяемого времени относительно UTC составляет +5:00.

## История
Село основано 27 февраля 1862 года. В советское время работал колхоз «Уголок Ленина». 

## Население
| 2010 |
| ---- |
| 374  |

### Национальный состав
Согласно результатам переписи 2002 года, в национальной структуре населения русские составляли 64 % из 364 чел.